# Konrad Wojtyła
Konrad Karol Wojtyła (ur. 22 grudnia 1979 w Zielonej Górze) – polski poeta, dziennikarz, krytyk literacki, wykładowca akademicki, doktor nauk humanistycznych w dyscyplinie literaturoznawstwa. Wiceprezes zarządu Fundacji im. Sławomira Mrożka. Mieszka w Szczecinie.

## Kariera zawodowa
Absolwent III LO im. prof. Tadeusza Kotarbińskiego w Zielonej Górze. Ukończył filologię polską z dziennikarstwem w Katedrze Komunikacji Językowej i Społecznej na Uniwersytecie Zielonogórskim. Rozprawę doktorską obronił z wyróżnieniem w Instytucie Literatury i Nowych Mediów Uniwersytetu Szczecińskiego.
Od 1998 roku związany z Polskim Radiem. Najpierw z Radiem Zachód (1998–2003), później etatowo z Polskim Radiem Szczecin (od 2003-2021). Od sierpnia 2010 do sierpnia 2011 roku był w tej stacji zastępcą redaktora naczelnego. W 2015 roku został "Dziennikarzem Roku" Pomorza Zachodniego.
Pomysłodawca i autor audycji "Radiobelfer, czyli lektury do matury" realizowanej wraz z prof. Andrzejem Skrendą z Uniwersytetu Szczecińskiego i Ewą Budziach, dyrektorem I Liceum Ogólnokształcącego w Szczecinie, rekomendowanej przez Ministerstwo Edukacji i Nauki jako pomoc edukacyjna w czasie nauki zdalnej. Program objęty patronatem Zachodniopomorskiego Kuratorium Oświaty otrzymał w 2020 roku nagrodę Krajowej Rady Radiofonii i Telewizji za "Najlepszą Autopromocję Kultury i Edukacji w Publicznej Radiofonii".
Od lutego 2022 roku do sierpnia 2024 był dyrektorem Centrum Edukacji Medialnej i Interaktywności Uniwersytetu Szczecińskiego. Wcześniej, od kwietnia 2021 był pełnomocnikiem JM Rektora – prof. dra hab. Waldemara Tarczyńskiego ds. utworzenia i zarządzania tą jednostką. Pomysłodawca, założyciel i redaktor naczelny NiUS Radia – rozgłośni Uniwersytetu Szczecińskiego, która zainaugurowała swoją działalność 6 grudnia 2021 roku.
Od 2022 roku wykładowca na studiach Master of Business Administration realizowanych przez Uniwersytet Przyrodniczy w Poznaniu.
1 października 2024 roku – po wygraniu konkursu – objął stanowisko dyrektora Gryfickiego Domu Kultury, w którego strukturach działa m.in. Muzeum i Galeria "Brama" oraz Dom Pracy Twórczej. Funkcję pełnił do końca marca 2025, tj. do odwołania przez Burmistrza Gryfic Tomasza Aniuksztysa. 29 maja 2025 roku Wojewoda Zachodniopomorski stwierdził nieważność zarządzenia Burmistrza Gryfic w sprawie jego odwołania uznając, że w sposób istotny narusza ono prawo.

## Twórczość
Jako poeta zadebiutował w 2000 roku arkuszem Z dwojga złego wybieram miłość. Wydał do dziś kilka tomów wierszy, m.in. może boże (Mikołów 2010), Czarny wodewil (Poznań 2013), Znak za pytaniem (Poznań 2017) czy Pod czerwień. 111 wierszy (Warszawa 2019). W 2014 roku opublikował książkę Rewersy. Rozmowy literackie, na łamach której rozmawiał z najważniejszymi polskimi pisarzami i tłumaczami (Sławomir Mrożek, Kazimierz Kutz, Andrzej Stasiuk i inni). W 2015 roku przełożył z jidisz na język polski nieznane utwory Eliasza Rajzmana. Podobnie, jak inni tłumacze, korzystał z przekładów filologicznych.
14 października 2015 roku wraz z Maciejem Meleckim, w Zakładzie Narodowym im. Ossolińskich we Wrocławiu, odkrył nieznane wiersze i opowiadania Rafała Wojaczka, opublikowane później w tomie Nie te czasy. Utwory nieznane (Mikołów 2016). W maju 2021 roku ukazała się jego monografia krytyczno-literacka Anty-Antychryst? Wojaczek religijny.
Od 2005 do 2009 roku z-ca redaktora naczelnego kwartalnika literacko-filozoficznego fo:pa. W latach 2012–2014 redaktor naczelny kwartalnika „eleWator” i wiceprezes Fundacji Literatury imienia Henryka Berezy w Szczecinie. Współpracował również z magazynem o książkach „PAPERmint”. Od 2014 do 2021 roku juror Ogólnopolskiej Nagrody Literackiej dla Autorki Gryfia. Zasiadał w kapitułach Lubuskiego Wawrzynu Literackiego, Ogólnopolskiego Konkursu Poetyckiego im. Rafała Wojaczka czy Konkursie Literackim im. Jana Śpiewaka i Anny Kamieńskiej.
Dwukrotny laureat Lubuskiego Wawrzynu Literackiego za tom może boże (2010) i za Scherzofrenię (2023) oraz Nagrody Otoczaka za książkę Znak za pytaniem (2017). Stypendysta Ministra Kultury i Dziedzictwa Narodowego.
Publikował w wielu pismach, m.in. w "Odrze", "Twórczości", "Portrecie", "Roczniku Towarzystwa Naukowego Warszawskiego", "VSESVIT" – Ukrainian Journal of World Literature", "FA-arcie","Biurze Literackim", "Kresach", "Śląsku", "Arkadii", "Pograniczach", "Przeglądzie Polskim" (USA), "Filologii Polskiej", "Dodatku LITERAckim NL Gdynia", "Iudaica Russica", "Migotaniach przejaśnieniach", "Arteriach", "Dyskursie", "fo:pa", "PAPERmincie", "W kręgu literatury", "Undergruncie", "Pro Libris", "Lubuskim Nadodrzu", "Poezji Dzisiaj", "Radarze" (PL, UKR, DE), "Afroncie", "Magazynie Filmowym", "Gazecie Wyborczej", "Przeglądzie Uniwersyteckim", magazynie architektonicznym "Arch" oraz na portalach internetowych: "dwutygodnik.com", "xiegarnia.pl", "fundacja-karpowicz.org", "Helikopter. Organ kulturalny OPT", "literackie.pl".
Rozmowy z autorem, recenzje jego książek oraz utwory ukazywały się często na łamach ukraińskich czasopism: "Ukraińskiej Gazety Literackiej", "Wysokiego Zamku", "Narodnej Dumki", "Listów do Przyjaciół", "Leopolis". "Litgazety", "VSESVIT", "Universum" – Independent View of Ukraine czy "Młodzieży Galicyjskiej".
Tłumaczony na język angielski, niemiecki, ukraiński, słoweński, gruziński, rosyjski i czeski.
W maju 2012 roku ukazała się płyta Marcina Wawrzynowicza "Camamey" (wydawca: Polskie Radio), na której obok tekstów Jonasza Kofty i Konstantego Ildefonsa Gałczyńskiego, znalazło się również kilka utworów Konrada Wojtyły. W grudniu 2019 roku premierę miała jego pastorałka "Płyniemy do Betlejem" wykonana przez Chór Akademii Morskiej w Szczecinie i Dorotę Miśkiewicz. Utwór skomponował Jacek Sykulski. Jeden z jego utworów wykonywał również zespół Fonetyka (zespół muzyczny).
Gospodarz cyklicznych spotkań literackich Herbatka u..., Herbatka z... czy Errata Literata organizowanych przez Miejską Bibliotekę Publiczną w Szczecinie i realizowanych ze środków Ministra Kultury i Dziedzictwa Narodowego. Pierwsze odbyło się w kwietniu 2008 roku i było poświęcone życiu i twórczości Zbigniewa Herberta, następne przybliżyły takich autorów, jak Rafał Wojaczek, Ryszard Kapuściński, Stanisław Lem, Samuel Beckett, Franz Kafka i Witkacy.
Gośćmi Wojtyły byli między innymi: prof. Jerzy Jarzębski, prof. Janusz Degler, prof. Lech Sokół, Alicja Kapuścińska, Wojciech Jagielski, Krzysztof Karasek, Andrzej Franaszek, Andrzej Dziuk, Bogusław Kierc, Maciej Melecki, Antoni Libera, Piotr Matywiecki, Jakub Ekier. Jerzy Illg, Michał Witkowski, Marek Krajewski, Eustachy Rylski, Mariusz Czubaj, Olga Tokarczuk, Stefan Chwin, Wojciech Kuczok, Kazimierz Kutz i wielu innych.

### Poezje
- Z dwojga złego wybieram miłość, Pracownia Wydawnicza AND, Zielona Góra-Wrocław 2000
- Fri low, WiMBP im. C. Norwida, Zielona Góra 2002
- Wiersze fatalne, WiMBP im. C. Norwida, Zielona Góra 2004
- może boże, Instytut Mikołowski, Mikołów 2010
- Czarny wodewil, WBPiCAK, Poznań 2013
- Znak za pytaniem WBPiCAK, Poznań 2017
- Pod czerwień. 111 wierszy, posłowie Zbigniew Mikołejko, Convivo, Warszawa 2019
- Scherzofrenia, posłowie Zbigniew Mikołejko, Mikołów 2023

### Książki krytyczno-literackie
- Anty-Antychryst? Wojaczek religijny, Instytut Mikołowski, Mikołów 2021
- "W kronice skóry..." Recepcja twórczości Rafała Wojaczka w XXI wieku pod red. Konrada Wojtyły, Instytut Mikołowski, Mikołów 2023

### Literatura faktu / Wywiady
- Rewersy. Rozmowy literackie, Instytut Mikołowski, Mikołów 2014

### Przekłady
- Eliasz Rajzman Mech płonący, Towarzystwo Społeczno-Kulturalne Żydów w Polsce, Szczecin 2015 (razem z Katarzyną Suchodolską, Józefem Bursewiczem, Stanisławem Witem Wilińskim, Arturem D. Liskowackim i Piotrem Michałowskim)

### Dyskografia
- Konrad Wojtyła – "może boże" Polskie Radio Szczecin, 2010; (słuchowisko radiowe; w roli głównej Adam Ferency)
- Marcin Wawrzynowicz – "Camamey" Polskie Radio, 2012; (autor tekstów)
- Fonetyka (zespół muzyczny) – "Czarny wodewil", 2015 (autor tekstu)
- Chór Akademii Morskiej w Szczecinie i Dorota Miśkiewicz – "Płyniemy do Betlejem", 2019 (autor tekstu)

### Współautor prac zbiorowych
- Rodzinna Europa. Pięć minut później, (autor szkicu) wyd. Ha!art, Kraków 2011
- Głosy w Kordegardzie, (autor wierszy, obok m.in. J. Hartwig, R. Krynicki, T. Różycki, B. Zadura, P. Sommer) Narodowe Centrum Kultury, Warszawa 2011
- Przewodnik po zaminowanym terenie (autor wierszy) wyd. OPT/Biuro Festiwalowe IMPART, Wrocław 2016
- Rafał Wojaczek, Nie te czasy. Utwory nieznane, (redaktor książki, autor posłowia) wyd. Instytut Mikołowski, Mikołów 2016
- Przewodnik po zaminowanym terenie 2, (autor wierszy), Wrocław 2021
- Rafał Wojaczek, Byłem, jestem, (redaktor prowadzący, autor wstępu i szkicu) wyd. Instytut Mikołowski, Mikołów 2021
- Świat się wiecznie zaczyna. Antologia Juliana Przybosia, (autor szkicu), wyd. WBPiCAK, Poznań 2021
- Znów wystawimy twarz do słońca. Antologia poezji lubuskiej 2007-2022, (autor wierszy), wyd. Pro Libris, Zielona Góra 2023
- Światy poetyckie kręgu Na Dziko, pod red. Mariana Kisiela, Katarzyny Niesporek-Klanowskiej i Aleksandry Szymańskiej (autor szkicu), Wydawnictwo Naukowe Śląsk, Katowice 2023
- Szkoła interpretacji liryki, pod red. prof. Agaty Zawiszewskiej-Semeniuk i Piotra Krupińskiego (autor artykułu), Wydawnictwo Naukowe Uniwersytetu Szczecińskiego, Szczecin 2024

### Nagrody
- Lubuski Wawrzyn Literacki, 2010
- Nagroda Otoczaka, 2017
- Nagroda Artystyczna Miasta Szczecin (nominacja)[32], 2019
- Nagroda Literacka Marszałka Województwa Zachodniopomorskiego Jantar (nominacja), 2019
- Nagroda Artystyczna Miasta Szczecin (nominacja), 2021
- Nagroda Literacka Marszałka Województwa Zachodniopomorskiego Jantar (nominacja), 2021[potrzebny przypis]
- Lubuski Wawrzyn Literacki, 2023
- Nagroda Literacka Marszałka Województwa Zachodniopomorskiego Jantar (nominacja), 2023

### Wybrane recenzje i omówienia
- Piotr Krupiński, Przekroczyć próg poezji, "Pogranicza", 2 (55/2005).
- Edward Balcerzan, Wiersze fatalne, „[fo:pa]”, 3/2005.
- Andrzej Skrendo, Dzisiaj się uda, "Pogranicza", 5 (58/2005).
- Marcin Włodarski, Ocierać się o śmierć, "Portret" 2/2005.
- Artur Daniel Liskowacki, Złe miny, „Kurier Szczeciński” 23.03.2005.
- Tekstylia Bis. Słownik młodej polskiej kultury, red. Piotr Marecki, Kraków 2006.
- Piotr Matywiecki, może boże [nota], Mikołów 2010.
- Dwadzieścia lat literatury polskiej 1989-2009. Idee, ideologie, metodologie, red. Inga Iwasiów, Arleta Galant, Szczecin 2008.
- Piotr Michałowski, Gdzieśkolwiek jest..., "Pogranicza", 4/2010.
- Magdalena Boczkowska, Może tak, może nie, "ArtPapier", 2010, nr 14.
- Małgorzata Mikołajczak, O może boże, czyli Lubuski Wawrzyn Literacki 2010 dla Konrada Wojtyły, „Pro Libris”, 3/2012.
- Jarosław Borowiec, O poezji Konrada Wojtyły, Polskie Radio Szczecin, „Trochę Kultury”, 06.03.2012.
- Krzysztof Siwczyk, może boże, "Gazeta Nagrody Literackiej Gdynia", nr 6(7) 2010; przedruk: [tegoż] Kinkiety w piekle, Mikołów 2013.
- Edward Balcerzan, Pochwała pamięci. Z pamięci z lektury, Mikołów 2013.
- Monika Glosowitz, Poezja i postpamięć, "eleWator", nr 6 (4/2013).
- Marcin Włodarski, Czarny wodewil, „Czytanie w piwnicy”, 28.09.2013.
- Marek Olszewski, Z pamięci, "Nowe Książki", 10/2013.
- Gabriel Leon Kamiński, Rewersy. Rozmowy literackie, „Ksiazka.net”, 27.09.2014.
- Janusz R. Kowalczyk, Rewersy. Rozmowy literackie, „Culture.pl”, kwiecień 2014.
- Paula Szewczyk, Mozaika złożona z powtórzeń, "Xiegarnia.pl", 21.08.2014.
- Alan Sasinowski, Kompetentnie i przejrzyście, „Kurier Szczeciński", 2.10.2014.
- Joanna Laprus-Mikulska, Rewersy, czyli literackie rozmowy, „Awantura o książki” 7.11.2014.
- Jolanta Nawrot, Na marginesie wiersza Konrada Wojtyły, Poznań Poetów – "Gazeta festiwalowa", 15-20 maja, 2017.
- Artur Daniel Liskowacki, Czarne ramy, „Kurier Szczeciński", 21 grudnia 2017.
- Grażyna Obrąpalska, "Między zwrotnikami wisimy łaskawie", recenzja tomu Znak za pytaniem Konrada Wojtyły, Kwartalnik literacko-artystyczny "Afront" 1(4) 2018.
- Wiktoria Klera, O nic pytać (Konrad Wojtyła: Znak za pytaniem), "ArtPapier", 2018, nr 13.
- Bartosz Suwiński, Świecka liturgia, "Odra", 10/2018.
- Zbigniew Mikołejko, Konrad-Poeta. Klechda i metafizyka, [w:] Konrad Wojtyła, Pod czerwień. 111 wierszy, Warszawa 2019, s. 157-174.
- Henryk Bereza, Konrad Wojtyła, [w:] tegoż, Wypiski ostatnie (2002-2012), tom II, Warszawa 2020, s. 296-297.
- Zbigniew Mikołejko, Bezświat metafizyczny, [w:] Konrad Wojtyła, Scherzofrenia, Mikołów 2023, s. 50-57.
- Мирослава Рудик, Зупинка на межі світів (Przystanek na krańcu światów), "Всесвіт. Український журнал іноземної літератури / Ukrainian Journal of World Literature", Kijów 25.01.2024.
- Mirosława Rudyk, Misternie tkane wersy na drodze w międzyświat, "Pro Libris" 2024, nr 1 (87), s. 129-131.
- Mirosława Szott, Pod skórę języka, "Odra" 9/2024, s. 105-107.